# 欧多克索斯
欧多克索斯（古希腊语：Εὔδοξος，拉丁语：Eudoxus；公元前408年－前355年）也译作尤得塞斯，古希腊数学家、力学家和天文学家。

## 生平简介
关于欧多克索斯生平的记载并不多，他生于小亚细亚西南部的尼多斯城。才开始学习了医学和数学，后来加入雅典的柏拉图学派，在埃及居住了一年，在赫里奥波里斯学习了天文学，后来移居到基齐库斯，在那里创建了自己的数学和天文学学派，读了许多关于哲学，天文学和气象学的书籍。大约公元前368年，欧多克索斯和自己的一部分学生返回到雅典，后来在故乡尼多斯去世。

## 數學貢獻
欧多克索斯最著名的貢獻，是他的比例論，他也是穷竭法的首创者。